# Sericomyia silentis
Espèce
Sericomyia silentis est une espèce d'insectes diptères du sous-ordre des Brachycera (les Brachycera sont des mouches muscoïdes aux antennes courtes), de la famille des Syrphidae.

## Liste des sous-espèces
Selon BioLib (16 octobre 2020) :
- sous-espèce Sericomyia silentis ciscaucasica (Stackelberg, 1927)
- sous-espèce Sericomyia silentis silentis (Harris, 1776)